# Астапенко, Анна Викторовна
Анна Викторовна Астапенко (род. 18 августа 1984, Красноярск) — российская футболистка, полузащитница.

## Биография

### Клубная карьера
Во второй половине 2002 года перешла «Надежду» (Ногинск), сыграв в дебютном сезоне 7 игр
Сыграла за воронежскую «Энергию» в женской Лиге чемпионов УЕФА в сезоне 2011/12 годов 4 матча.

### Карьера в сборной
В 2002 году привлекалась в женскую сборную России по футболу для участия в турнире 4 наций в США.
В 2007 году в составе женской студенческой сборной России выиграла серебряные медали на летней Универсиаде.
В 2009 году в составе женской сборной России выиграла золото Чемпионата Европы по футзалу 2009 года. За победу в этом турнире присвоено звание Мастер спорта России международного класса.
В 2009 году выступала за сборную России на Универсиаде в Белграде, где россиянки заняли пятое место.
В 2011 году в составе женской студенческой сборной России выступала на летней Всемирной Универсиаде
В 2016 году завершила игровую карьеру и тренирует юниорскую (до 16 лет) команду СШОР № 27 «Сокол» (Москва).

## Достижения
- Вице-чемпионка России: 2004
- Бронзовый призёр Чемпионата России (3): 2007, 2008, 2011/12
- Финалистка Кубка России: 2003, 2006, 2013
- В 2001 году в составе сборной России по футзалу (AMF) стала чемпионкой Европы[12].